# Caeciliusini
Tribu
Les Caeciliusini sont une tribu d'insectes de la famille des Caeciliusidae (ordre des psocoptères).

## Liste des genres
Selon BioLib (26 mars 2023) :
- Caecilius Curtis, 1837
- Dypsocopsis Mockford, 2000
- Dypsocus Hagen, 1866
- Isophanes Banks, 1937

## Systématique
La triub des Caeciliusini a été créée en 2000 par l'entomologiste américain Edward L. Mockford (1930-).

## Publication originale
- (en) Edward L. Mockford, « A classification of the psocopteran family Caeciliusidae (Caeciliidae auct.) », Transactions of the American Entomological Society, vol. 125, no 4,‎ décembre 1999, p. 325-417 (ISSN 0002-8320 et 2162-3139, JSTOR 25078689).